# Талева система

.

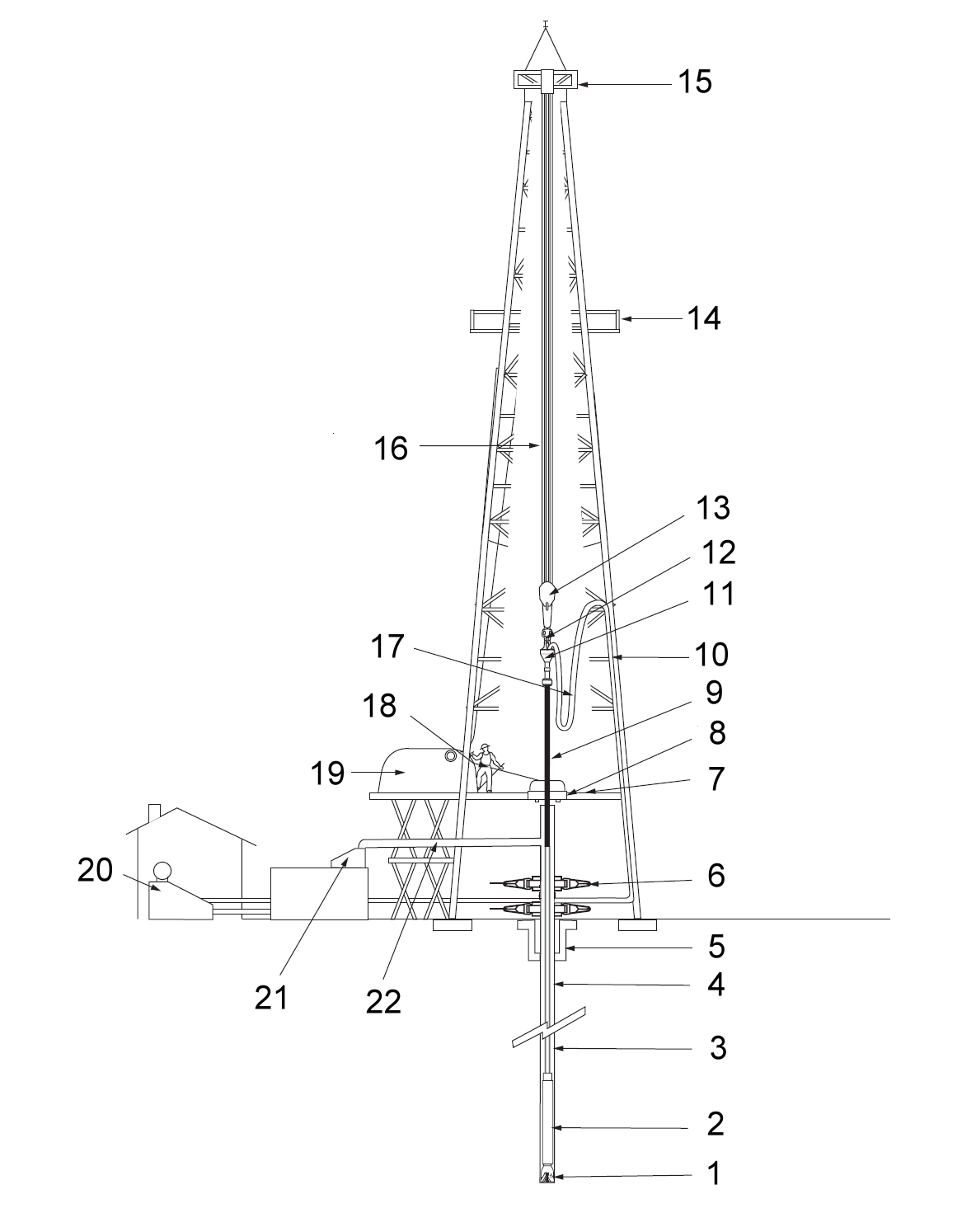
Загальна схема бурової установки: 1 — бурове долото; 2 — обважнені бурильні труби; 3 — бурильні труби; 4 — кондуктор; 5 — гирлова шахта; 6 — противикидні пристрої; 7 — підлога бурової установки; 8 — буровий ротор; 9 — провідна бурильна труба; 10 — буровий стояк; 11 — вертлюг; 12 — гак; 13 — талевий блок; 14 — балкон робітника; 15 — кронблок; 16 — талевий канат; 17 — шланг провідної бурильної труби; 18 — індикатор навантаження на долото; 19 — бурова лебідка; 20 — буровий насос; 21 — вібраційне сито для бурового розчину; 22 — викидна лінія бурового розчину.

Сучасна талева система.

Талева система — комплекс механізмів, який призначений для кінематичного й динамічного зв'язку між лебідкою та вантажем і складається із кронблока, талевого блока, гака, талевого каната і спрямівного ролика.
- кронблок — Нерухома частина талевої системи, зокрема поліспасту.
- талевий блок — 1) Рухома частина талевої системи, зокрема поліспаста. 2) Система рухомих роликів.
- стабілізатор талевого блока — стабілізатор, який запобігає розгойдуванню талевого блока при хитанні бурового судна або плавної напівзануреної бурової платформи.
- талевий канат — товста і дуже міцна мотузка із сталевого дроту.
- гак — металевий стрижень, загнутий на одному кінці.

## Загальний опис
Талевий механізм або талева система — вантажонесуча частина бурової установки, що являє собою поліспаст, який складається з кронблока і талевого блока, які огинає сталевий канат. Талевий блок забезпечений гаком або автоматичним елеватором для підвішування бурильної колони і обсадних труб. Навантаження підвішеного вантажу розподіляється між робочими струнами каната, число яких визначається числом шківів талевого блока і кронблока. Талева система дозволяє зменшити зусилля в канаті від ваги вантажу, що піднімається. За рахунок цього пропорційно збільшується довжина каната, що намотується на барабан при підйомі вантажу на задану висоту.
Оснащення талевої системи бурових установок характеризується тим, що обидва кінці талевого каната збігають з кронблока, один з яких кріпиться до барабана бурової лебідки і називається ходовим або тяговим, а другий (нерухомий) — до спеціального пристрою на металевій підставі вишкового блока. При намотуванні каната на барабан талевий блок з крюком підтягується до нерухомого кронблока. При спуску талевого блока канат розмотується з барабана, що обертається у зворотному напрямку під дією ваги талевого блока, гака і підвішеної колони труб. Нерухома струна талевого каната використовується для установки спеціальних датчиків, які вимірюють навантаження на гаку.
Робочі струни талевого каната розташовуються між шківами кронблока і талевого блока і на відміну від ходової і нерухомої змінюють свою довжину при підйомі та спуску гака. Відношення числа робочих струн каната до числа ходових струн, що йдуть на лебідку, називають кратністю оснащення. Бурові лебідки пов'язані з талевим блоком і кронблоком однією ходовою струною, і тому кратність оснащення талевої системи бурових установок дорівнює числу робочих струн каната. Так-як другий кінець талевого каната нерухомий і тому неробочий, кратність оснащення талевої системи бурових установок незалежно від числа шківів талевого блока і кронблока є парним числом, рівним подвоєному числу шківів талевого блока.
Талеві механізми монтуються на вишці бурової установки і мають такі характерні особливості: — талевий блок з крюкоблоком розміщуються над гирлом свердловини у
вільно підвішеному стані і переміщуються у вертикальному напрямку виключно по осі свердловини; — висота підйому гака обмежується висотою вишки та безпечністю спуско-підіймальних операцій; — діаметр шківів та габарити інших грузонесучих органів вибирають з урахуванням поперечних розмірів бурової вишки; — з метою контролю діючих навантажень і підтримання у процесі буріння заданого осьового навантаження на долото талеві механізми обладнуються датчиками і контрольно-вимірювальними приладами; — діючі навантаження і швидкості СПО змінюються в широкому діапазоні в залежності від глибини свердловини та довжини колони труб.

## Оснастка талевої системи
Див. також Оснастка талевої системи
Оснастка талевої системи — система снастей (талевих канатів) у талевій системі для зменшення навантаження на талевий канат. Зі збільшенням роботи струн оснастки (кількості ниток талевого каната) зменшується тягове зусилля на набігаючому кінці талевого каната.

## Талевий канат
Див. також Талевий канат
Талевий канат виготовляють зі сталевого дроту, який зв'язують у пасма одинарного, подвійного чи потрійного сплітання зі сталевого дроту (тигельна сталь). Канати зсукують із пасом, які накручують на осердя, що надає канату круглої форми і гнучкості